# Kabinet-Fanfani IV

## Kabinet–Fanfani IV (1962–1963)
| Ambtsbekleder                   | Ambtsbekleder              | Ambtsbekleder                          | Functie                                  | Ambtstermijn     | Ambtstermijn     | Partij |
| ------------------------------- | -------------------------- | -------------------------------------- | ---------------------------------------- | ---------------- | ---------------- | ------ |
|                                 | Amintore Fanfani           | Amintore Fanfani (1908–1999)           | Premier                                  | 26 juli 1960     | 20 juni 1963     | DC     |
|                                 | Attilio Piccioni           | Attilio Piccioni (1892–1976)           | Vicepremier                              | 25 maart 1960    | 5 december 1963  | DC     |
| Minister van Buitenlandse Zaken | Attilio Piccioni           | Attilio Piccioni (1892–1976)           | 29 mei 1962                              |                  | 5 december 1963  | DC     |
|                                 | Umberto Delle Fave         | Umberto Delle Fave (1912–1986)         | Secretaris- generaal                     | 26 juli 1960     | 20 juni 1963     | DC     |
|                                 | Paolo Emilio Taviani       | Paolo Emilio Taviani (1912–2001)       | Minister van Binnenlandse Zaken          | 20 februari 1962 | 22 juni 1963     | DC     |
|                                 | Antonio Segni              | Antonio Segni (1891–1972)              | Minister van Buitenlandse Zaken          | 25 maart 1960    | 6 mei 1962       | DC     |
|                                 | Amintore Fanfani           | Amintore Fanfani (1908–1999)           | Minister van Buitenlandse Zaken          | 6 mei 1962       | 29 mei 1962      | DC     |
|                                 | Giuseppe Trabucchi         | Giuseppe Trabucchi (1904–1975)         | Minister van Financiën                   | 25 maart 1960    | 20 juni 1963     | DC     |
|                                 | Roberto Tremelloni         | Roberto Tremelloni (1900–1987)         | Minister van de Schatkist                | 20 februari 1962 | 20 juni 1963     | PSDI   |
|                                 | Ugo La Malfa               | Ugo La Malfa (1903–1979)               | Minister van het Budget                  | 20 februari 1962 | 20 juni 1963     | PRI    |
|                                 | Giacinto Bosco             | Giacinto Bosco (1905–1997)             | Minister van Justitie                    | 20 februari 1962 | 5 december 1963  | DC     |
|                                 | Emilio Colombo             | Emilio Colombo (1920–2013)             | Minister van Economische Zaken           | 15 februari 1959 | 22 juni 1963     | DC     |
|                                 | Giulio Andreotti           | Giulio Andreotti (1919–2013)           | Minister van Defensie                    | 15 februari 1959 | 24 februari 1966 | DC     |
|                                 | Angelo Raffaele Jervolino  | Angelo Raffaele Jervolino (1890–1985)  | Minister van Volksgezondheid             | 20 februari 1962 | 5 december 1963  | DC     |
|                                 | Virginio Bertinelli        | Virginio Bertinelli (1901–1973)        | Minister van Arbeid en Sociale Zaken     | 20 februari 1962 | 20 juni 1963     | PSDI   |
|                                 | Luigi Gui                  | Luigi Gui (1914–2010)                  | Minister van Onderwijs                   | 20 februari 1962 | 24 juni 1968     | DC     |
|                                 | Bernardo Mattarella        | Bernardo Mattarella (1905–1971)        | Minister van Transport                   | 20 februari 1962 | 20 juni 1963     | DC     |
|                                 | Fiorentino Sullo           | Fiorentino Sullo (1921–2000)           | Minister van Infrastructuur              | 20 februari 1962 | 5 december 1963  | DC     |
|                                 | Mariano Rumor              | Mariano Rumor (1915–1990)              | Minister van Landbouw                    | 15 februari 1959 | 22 juni 1963     | DC     |
|                                 | Lorenzo Spallino           | Lorenzo Spallino (1897–1962)           | Minister van Communicatie                | 26 juli 1960     | 27 mei 1962      | DC     |
|                                 | Guido Corbellini           | Guido Corbellini (1890–1976)           | Minister van Communicatie                | 27 mei 1962      | 30 november 1962 | DC     |
|                                 | Carlo Russo                | Carlo Russo (1920–2007)                | Minister van Communicatie                | 30 november 1962 | 24 februari 1966 | DC     |
|                                 | Alberto Folchi             | Alberto Folchi (1897–1977)             | Minister van Toerisme                    | 26 juli 1960     | 5 december 1963  | DC     |
|                                 | Giuseppe Codacci Pisanelli | Giuseppe Codacci Pisanelli (1913–1988) | Minister voor Parlementaire Betrekkingen | 26 juli 1960     | 5 december 1963  | DC     |
|                                 | Giuseppe Medici            | Giuseppe Medici (1907–2000)            | Minister voor Publieke Diensten          | 20 februari 1962 | 22 juni 1963     | DC     |
|                                 | Luigi Preti                | Luigi Preti (1914–2009)                | Minister voor Buitenlandse Handel        | 20 februari 1962 | 22 juni 1963     | PSDI   |
|                                 | Cino Macrelli              | Cino Macrelli (1887–1963)              | Minister voor de Koopvaardij             | 20 februari 1962 | 22 juni 1963     | PRI    |
|                                 | Giorgio Bo                 | Giorgio Bo (1905–1980)                 | Minister voor Staats- deelnemingen       | 26 juli 1960     | 12 december 1968 | DC     |
|                                 | Giulio Pastore             | Giulio Pastore (1902–1969)             | Minister voor Zuid-Italië                | 1 juli 1958      | 24 juni 1968     | DC     |

De Gasperi II · De Gasperi III · De Gasperi IV · De Gasperi V · De Gasperi VI · De Gasperi VII · De Gasperi VIII · Pella · Fanfani I · Scelba · Segni I · Zoli · Fanfani II · Segni II · Tambroni · Fanfani III · Fanfani IV · Leone I · Moro I · Moro II · Moro III · Leone II · Rumor I · Rumor II · Rumor III · Colombo · Andreotti I · Andreotti II · Rumor IV · Rumor V · Moro IV · Moro V · Andreotti III · Andreotti IV · Andreotti V · Cossiga I · Cossiga II · Forlani · Spadolini I · Spadolini II · Fanfani V · Craxi I · Craxi II · Fanfani VI · Goria · De Mita · Andreotti VI · Andreotti VII · Amato I · Ciampi · Berlusconi I · Dini · Prodi I · D'Alema I · D'Alema II · Amato II · Berlusconi II · Berlusconi III · Prodi II · Berlusconi IV · Monti · Letta · Renzi · Gentiloni · Conte I · Conte II · Draghi · Meloni